# Dawson's Conoco Service Station
Pour les articles homonymes, voir Dawson.
La Dawson's Conoco Service Station est une station-service américaine à Manhattan, dans le comté de Riley, au Kansas. Elle est inscrite au Registre national des lieux historiques depuis le 30 septembre 2021.